# Helophilus affinis
Helophilus affinis es una especie de insecto díptero de la familia Syrphidae que habita en el centro-norte de Europa.